# Almáskeresztúr
Almáskeresztúr is een plaats (község) en gemeente in het Hongaarse comitaat Baranya. Almáskeresztúr telt 87 inwoners (2001).